# Richard von Acerra

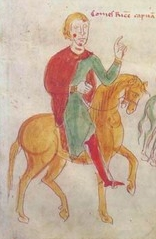
Richard von Acerra

Richard von Acerra († 1196 in Capua) war Graf von Acerra. 
Richard von Acerra war der Sohn des Grafen Roger von Acerra und Bruder der sizilianischen Königin Sibylle. 1190 sandte ihn sein Schwager, König Tankred von Lecce, nach Apulien, um dort den Stauferanhänger Roger von Andria zu bekämpfen. Nach dem Rückzug des Marschalls Heinrichs VI., Heinrich Testa, gelang ihm die Gefangennahme Rogers. Im folgenden Jahr verteidigte er Neapel erfolgreich gegen die kaiserlichen Truppen. Laut Petrus von Eboli nahm er das vom kaiserlichen Heerführer Konrad von Lützelhardt besetzte Capua durch Verrat ein. Petrus berichtet eine Anekdote, in der sich ein kaiserlicher Ritter erfolglos von den Mauern Capuas stürzt, um Richard zu töten. In der folgenden Zeit übernahmen erst König Tankred und dann Graf Richard von Calvi die Leitung der Truppen. 
Die Aktivitäten Richards während Heinrichs erneutem Vorstoß nach Sizilien 1194 sind unbekannt. Allerdings scheint Heinrich der Einnahme seiner Besitzungen größere Aufmerksamkeit gewidmet zu haben. 1196 nahm ihn der kaiserliche Feldherr Dietrich von Schweinspeunt durch Verrat gefangen und lieferte ihn Heinrich VI. aus. In Capua wurde Richard von Pferden durch die Stadt geschleift und anschließend kopfüber aufgehängt, sodass er verstarb.  Heinrichs Hofnarr soll während der Hinrichtung Scherze mit Richard getrieben haben. 